# Kisaki
Kisaki (auch Kissaki) ist eine Kleinstadt im Distrikt Morogoro der Region Morogoro in Tansania (Ostafrika) mit etwa 5000 Einwohnern (Schätzung 2005).

## Geschichte
Der Ort wurde Ende des 18. Jahrhunderts als Stützpunkt arabischer Händler und Sklavenjäger gegründet. Anfang des 19. Jahrhunderts befand sich hier ein wichtiger Warenumschlagplatz, da hier die Karawanenrouten von Nordosten und Südosten zusammenliefen und ebenso neue Karawanen zur Küste, über Bagamoyo nach Sansibar, zusammengestellt wurden. Die Forscher Richard Francis Burton und John Hanning Speke passierten 1858 den Ort auf ihrer Reise zum Viktoriasee und beschrieben ihn als wichtigen Handelsstützpunkt. Mit dem Verbot des Sklavenhandels, das gegen Ende des 19. Jahrhunderts zunächst von Großbritannien, dann auch vom Deutschen Reich in der neu gegründeten Kolonie Deutsch-Ostafrika, mehr und mehr durchgesetzt wurde, verließen die Araber den Ort. Aufgrund der relativen Unfruchtbarkeit der Böden, der hohen Verbreitung der Tse-Tse-Fliege und der niedrigen Bevölkerungsdichte war Kisaki für die deutsche, später auch für die britische Kolonialverwaltung ohne Bedeutung.

## Infrastruktur und Gegenwart
Seit der moderaten Zunahme des Ökotourismus im naheliegenden Selous Game Reserve hat auch in Kisaki ein bescheidener Aufschwung eingesetzt. Es ist Bahnstation an der TAZARA-Bahnlinie von Daressalaam über Mbeya nach Lusaka in Sambia, hat eine Landepiste für Kleinflugzeuge und ist über eine ganzjährig befahrbare Piste mit der Distriktshauptstadt Morogoro verbunden. Die Versorgung mit Handelswaren, Lebensmitteln und Benzin ist inzwischen verlässlich, sodass der Ort für die Mitarbeiter der Verwaltung des Game Reserve und der dort befindlichen Lodges inzwischen die Funktion eines Regionalzentrums erfüllt.